# アントニオス・フォツィス
アントニス・フォツィス（ギリシア語: Αντώνης Φώτσης,英語: Antonis FotsisまたはAntonios Fotsis、1981年4月1日 - ）は、ギリシャのプロバスケットボール選手。アッティカ県アテネ出身。ポジションはパワーフォワード。209cm、113kg。

## 来歴
1996年、イリシアコスにて15歳でプロデビュー。
1997年、パナシナイコスBCへ移籍。1998年からのA1リーグ3連覇を含む4度の優勝、2000年のユーロリーグ優勝に貢献するとともに、1998年にはU-18欧州選手権で3位に輝く。
2001年のNBAドラフトでメンフィス・グリズリーズより全体48位（2巡目）指名を受け契約。しかし出場したのは28試合にとどまり、1シーズンで退団。
その後帰国し古巣パナシナイコスBCに復帰するが、2003年、レアル・マドリードに移籍。2005年にはリーガACB優勝を果たす。
同年、MBCディナモ・モスクワに移籍。2006年のULEBカップ優勝に貢献。
ギリシャ代表として地元開催のアテネ五輪に出場。2005年欧州選手権で優勝を経験し、2006年世界選手権で準優勝メンバーとなる。北京五輪にも出場。